# 金矿街道
金矿街道，是中华人民共和国辽宁省丹东市振安区下辖的一个乡镇级行政单位。

## 行政区划
金矿街道下辖以下地区：
金矿社区和板石村。